# 维特罗勒
维特罗勒（法語：Vitrolles，法語發音：[vitʁɔl]），法国东南部城市，普罗旺斯-阿尔卑斯-蓝色海岸大区罗讷河口省的一个市镇，隶属于伊斯特尔区，其市镇面积为36.58平方公里，2022年1月1日时人口数量为36,612人，在法国城市中排名第225位。
维特罗勒位于罗讷河口省东南部，贝尔潟湖东岸，巴黎—马赛铁路由此通过，并靠近马赛普罗旺斯机场，是马赛的一个卫星城，也是一个区域性的工商业中心。

## 地名来源
根据法国诗人弗雷德里克·米斯特拉尔的论述，“Vitrolles”一名最初以“Vitrola”的形式被记载，该名称可能出自拉丁语“vitreola”，为一种墙草，可能与当地的自然景观有关。1997年，当地政府曾申请将维特罗勒的官方名称更为“Vitrolles-en-Provence”，但这一申请最终于2002年被驳回。
维特罗勒所处区域历史上曾通行奥克语普罗旺斯方言，“Vitrolles”在奥克语维基百科中对应的拼写为“Vitròla”，在同语言的Openstreetmap中则被标记为“Vitròlas”。

## 历史
维特罗勒的早期历史尚不清楚。根据当地官方网站的论述，维特罗勒最初于公元四世纪形成聚落。中世纪中期，维特罗勒为圣维克多修道院的一处领地，1481年作为普罗旺斯伯国的一部分并入法兰西王国。1647年，马里尼亚讷侯爵科韦（Covet）买下维特罗勒。法国大革命后，维特罗勒成为罗讷河口省的一个市镇。工业革命期间，途径维特罗勒的巴黎—马赛铁路建成通车。直至二战结束，维特罗勒尚为一个千余人口的普通农业村落，其中近80%的居民生活于农村。自20世纪50年代起，得益于马赛和普罗旺斯地区艾克斯的城市扩张，维特罗勒逐渐发展成为一个卫星城，当地人口数量快速增加。此外，位于维特罗勒西侧的马赛普罗旺斯机场是法国南部重要的航空港，它的建成亦使得维特罗勒境内出现了配套的工业物流园区及商务区。1997年，极右翼政党国民阵线执政维特罗勒，此举曾引发当地社会的广泛争议。2008年，维特罗勒-马赛机场站建成使用。

## 地理

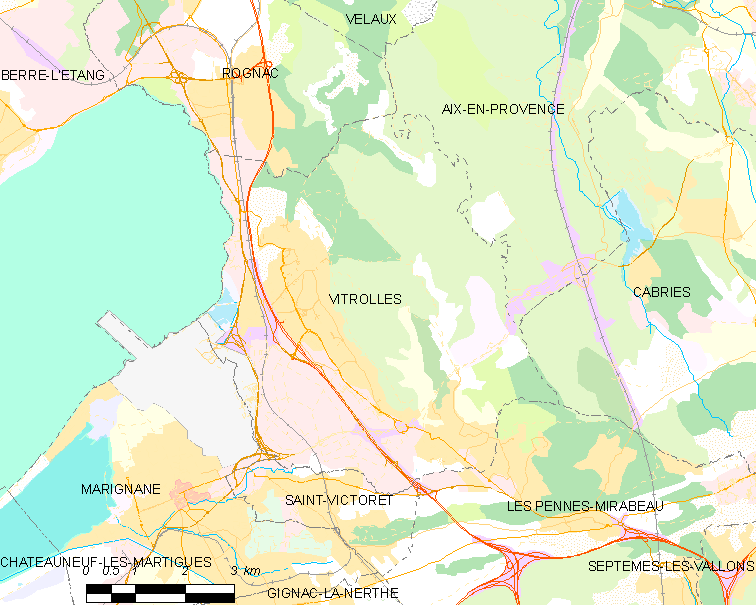
维特罗勒市镇范围地图

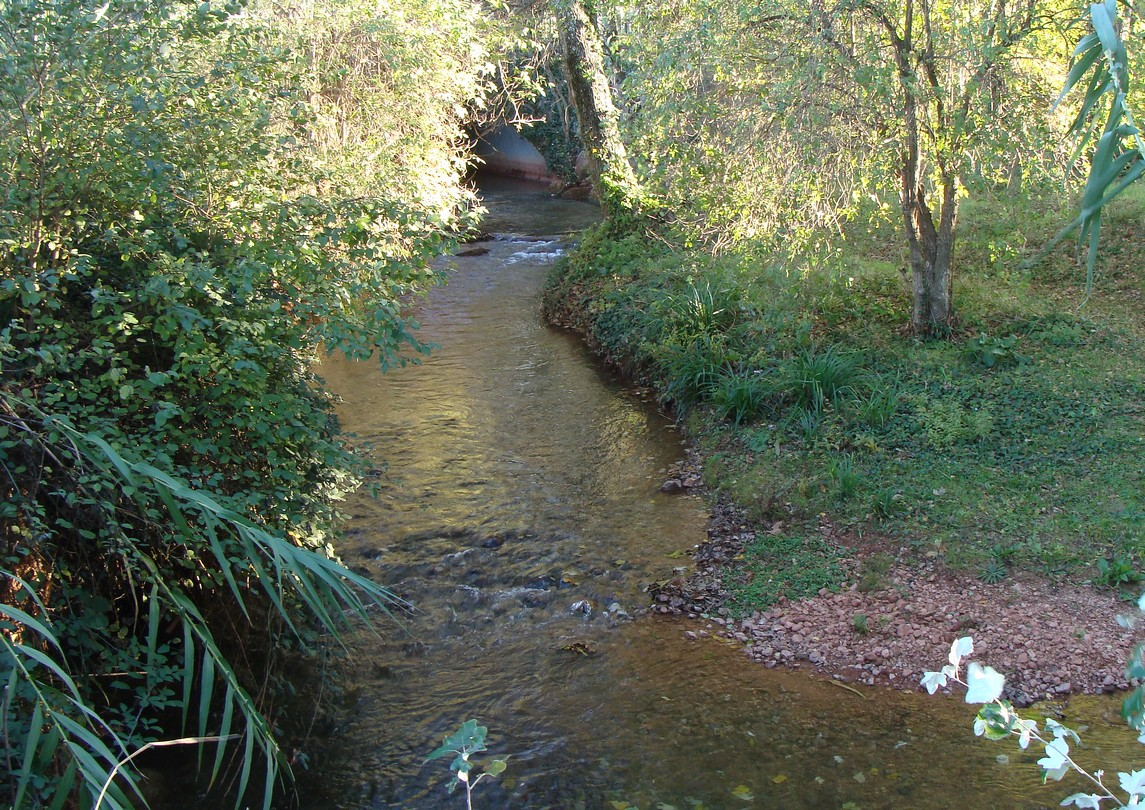
卡迪耶尔溪

维特罗勒位于法国东南部，普罗旺斯-阿尔卑斯-蓝色海岸大区西南部和罗讷河口省东南部，距离省会马赛大约24公里。与维特罗勒接壤的市镇包括：普罗旺斯地区艾克斯、马里尼亚讷、卡布列斯、罗尼亚克、圣维克托雷和莱佩讷米拉博。

### 地形
维特罗勒位于贝尔潟湖东岸的一处丘陵地带，境内大致分为三个地理单元：西侧临湖地带以平原为主；市镇核心部分位于一处台面地带，地势自南向北缓慢抬升，整体较为平坦；市镇东侧为丘陵。维特罗勒的市镇范围全境海拔在0到255米之间。

### 水文
维特罗勒位于贝尔潟湖东岸，卡迪耶尔溪自东向西流经市镇南部。

### 植被
维特罗勒属于亚热带硬叶林区，林地多分布于丘陵地带，市区内的主要绿地公园包括圣埃克絮佩里公园（Parc de Saint-Exupéry）、未来公园（Parc d'Aventure）等，均常年免费向公众开放。
在鲜花城市的评比中，维特罗勒被评为2星级鲜花城市。

### 气候
维特罗勒在柯本气候分类法中属于地中海气候（Csa）。
距离维特罗勒最近的常年气象站位于马里尼亚讷境内的马赛机场，以下为该气象站的数据：
| 马里尼亚讷-马赛机场 1981年－2019年 | 马里尼亚讷-马赛机场 1981年－2019年 | 马里尼亚讷-马赛机场 1981年－2019年 | 马里尼亚讷-马赛机场 1981年－2019年 | 马里尼亚讷-马赛机场 1981年－2019年 | 马里尼亚讷-马赛机场 1981年－2019年 | 马里尼亚讷-马赛机场 1981年－2019年 | 马里尼亚讷-马赛机场 1981年－2019年 | 马里尼亚讷-马赛机场 1981年－2019年 | 马里尼亚讷-马赛机场 1981年－2019年 | 马里尼亚讷-马赛机场 1981年－2019年 | 马里尼亚讷-马赛机场 1981年－2019年 | 马里尼亚讷-马赛机场 1981年－2019年 | 马里尼亚讷-马赛机场 1981年－2019年 |
| 月份                               | 1月                                | 2月                                | 3月                                | 4月                                | 5月                                | 6月                                | 7月                                | 8月                                | 9月                                | 10月                               | 11月                               | 12月                               | 全年                               |
| ---------------------------------- | ---------------------------------- | ---------------------------------- | ---------------------------------- | ---------------------------------- | ---------------------------------- | ---------------------------------- | ---------------------------------- | ---------------------------------- | ---------------------------------- | ---------------------------------- | ---------------------------------- | ---------------------------------- | ---------------------------------- |
| 历史最高温 °C（°F）                | 19.9 (67.8)                        | 22.5 (72.5)                        | 25.4 (77.7)                        | 29.6 (85.3)                        | 34.9 (94.8)                        | 39.6 (103.3)                       | 39.7 (103.5)                       | 39.2 (102.6)                       | 34.3 (93.7)                        | 30.4 (86.7)                        | 25.2 (77.4)                        | 20.7 (69.3)                        | 39.7 (103.5)                       |
| 平均高温 °C（°F）                  | 11.4 (52.5)                        | 12.5 (54.5)                        | 15.8 (60.4)                        | 18.6 (65.5)                        | 22.9 (73.2)                        | 27.1 (80.8)                        | 30.2 (86.4)                        | 29.7 (85.5)                        | 25.5 (77.9)                        | 20.9 (69.6)                        | 15.1 (59.2)                        | 11.9 (53.4)                        | 20.1 (68.2)                        |
| 日均气温 °C（°F）                  | 7.1 (44.8)                         | 8.1 (46.6)                         | 11 (52)                            | 13.8 (56.8)                        | 18 (64)                            | 21.8 (71.2)                        | 24.8 (76.6)                        | 24.4 (75.9)                        | 20.6 (69.1)                        | 16.6 (61.9)                        | 11.1 (52.0)                        | 7.9 (46.2)                         | 15.4 (59.7)                        |
| 平均低温 °C（°F）                  | 2.9 (37.2)                         | 3.6 (38.5)                         | 6.2 (43.2)                         | 9.1 (48.4)                         | 13.1 (55.6)                        | 16.6 (61.9)                        | 19.4 (66.9)                        | 19 (66)                            | 15.7 (60.3)                        | 12.4 (54.3)                        | 7.2 (45.0)                         | 4 (39)                             | 10.8 (51.4)                        |
| 历史最低温 °C（°F）                | −12.4 (9.7)                        | −16.8 (1.8)                        | −10 (14)                           | −2.4 (27.7)                        | 0 (32)                             | 5.4 (41.7)                         | 7.8 (46.0)                         | 8.1 (46.6)                         | 1 (34)                             | −2.2 (28.0)                        | −5.8 (21.6)                        | −12.8 (9.0)                        | −16.8 (1.8)                        |
| 平均降水量 mm（）                  | 48 (1.9)                           | 31.4 (1.24)                        | 30.4 (1.20)                        | 54 (2.1)                           | 41.1 (1.62)                        | 24.5 (0.96)                        | 9.2 (0.36)                         | 31 (1.2)                           | 77.1 (3.04)                        | 67.2 (2.65)                        | 55.7 (2.19)                        | 45.8 (1.80)                        | 515.4 (20.29)                      |
| 月均日照時數                       | 145.1                              | 173.7                              | 238.7                              | 244.5                              | 292.9                              | 333.4                              | 369.1                              | 327.4                              | 258.6                              | 187.1                              | 152.5                              | 134.9                              | 2,857.9                            |
| 来源：infoclimat.fr                |                                    |                                    |                                    |                                    |                                    |                                    |                                    |                                    |                                    |                                    |                                    |                                    |                                    |

## 行政区划
维特罗勒的市镇编号为13117，邮政编号为13127。
在行政管理方面，维特罗勒隶属于法国普罗旺斯-阿尔卑斯-蓝色海岸大区罗讷河口省伊斯特尔区；在地方选举方面，维特罗勒是维特罗勒县的中央投票站所在地，其市镇范围全境被划入罗讷河口省第十二选区；在社会管理方面，维特罗勒是艾克斯-马赛普罗旺斯都会区的组成部分。
截至2024年2月，维特罗勒市镇范围内的中央区域（Secteur Centre）和拉弗雷斯库勒（La Frescoule）两个街区为城市政策优先街区。这两个街区实行街区自治制度。 
法国国家统计与经济研究所（简称）在进行数据统计时，将维特罗勒及相邻的另外49个市镇设为马赛-普罗旺斯地区艾克斯城市核心区，并将包括核心区在内的周边共90个市镇划为马赛-普罗旺斯地区艾克斯城市区。自2020年起，马赛-普罗旺斯地区艾克斯城市区被包含115个市镇的马赛-普罗旺斯地区艾克斯城市辐射区代替。此外，还将维特罗勒市镇分为了19个“块区”（IRIS），以便于统计人口分布情况。

## 交通

### 公路
A7高速公路纵贯维特罗勒并设有出入口连接市区，另有罗讷河口省省道D9线、D20线、D55f线和D113线在维特罗勒境内交汇。
| 29 | 1.3 |

| 马赛 | 23 |

| 艾克斯 | 26 |

| 马里尼亚讷 | 5 |

2020年，81.4%的维特罗勒家庭拥有至少一辆私人汽车。2021年，维特罗勒境内共发生各类交通事故57起，造成4人遇难，94人受伤，其中14人重伤。

### 铁路

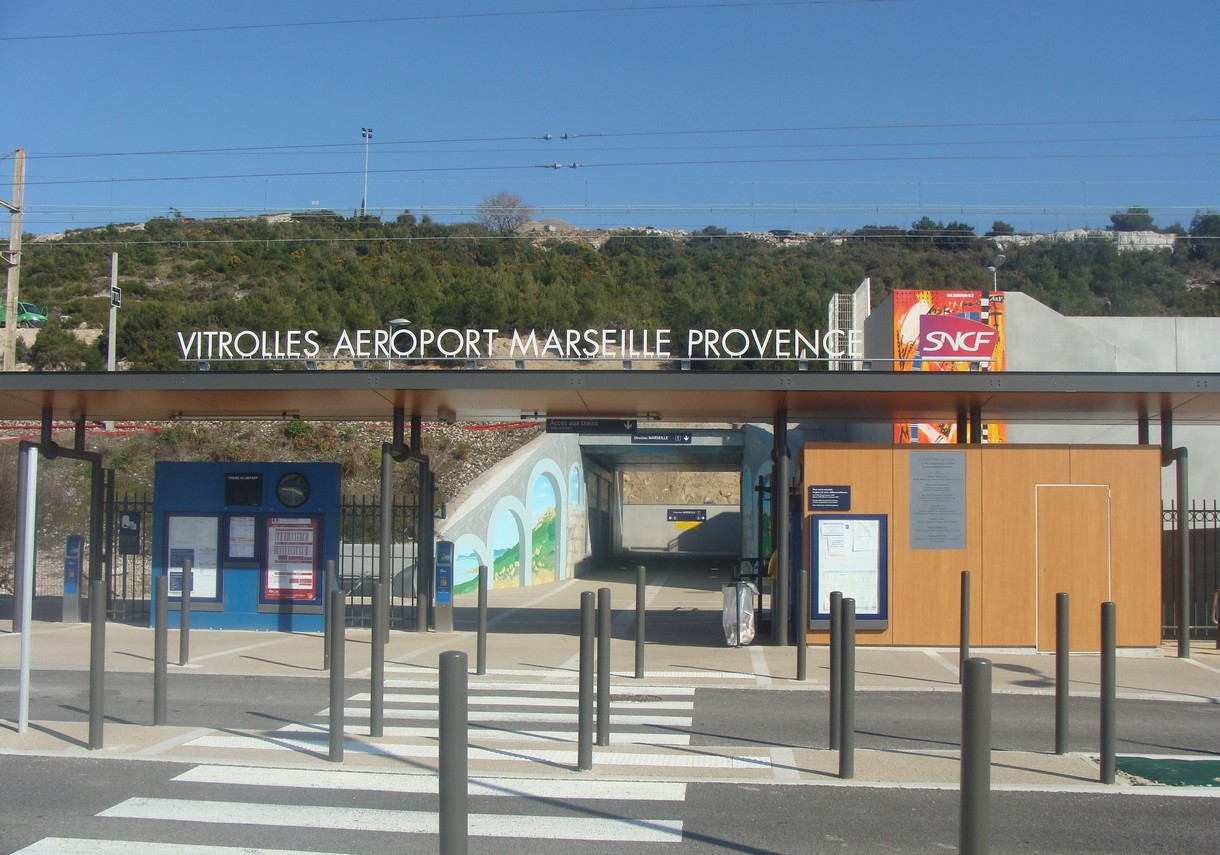
维特罗勒-马赛机场站

维特罗勒位于巴黎－马赛铁路上。维特罗勒-马赛机场站位于维特罗勒市区西部，距离马赛普罗旺斯机场不到1公里，该站停靠往返于马赛和里昂一线的区域列车，部分班次可前往尼姆及纳博讷方向。

### 航空
马赛普罗旺斯机场位于维特罗勒市区西侧。

### 城市公共交通
维特罗勒是萨隆潟湖蓝岸公交路网（商业名称为）的服务覆盖范围，后者是都会交通网的组成部分。截至2024年2月，该系统共包括35条公交线路，其中包括一条大容量巴士（ZeniBus），路网覆盖了维特罗勒市区内的主要街道和居民区。

## 政治

### 市政内阁

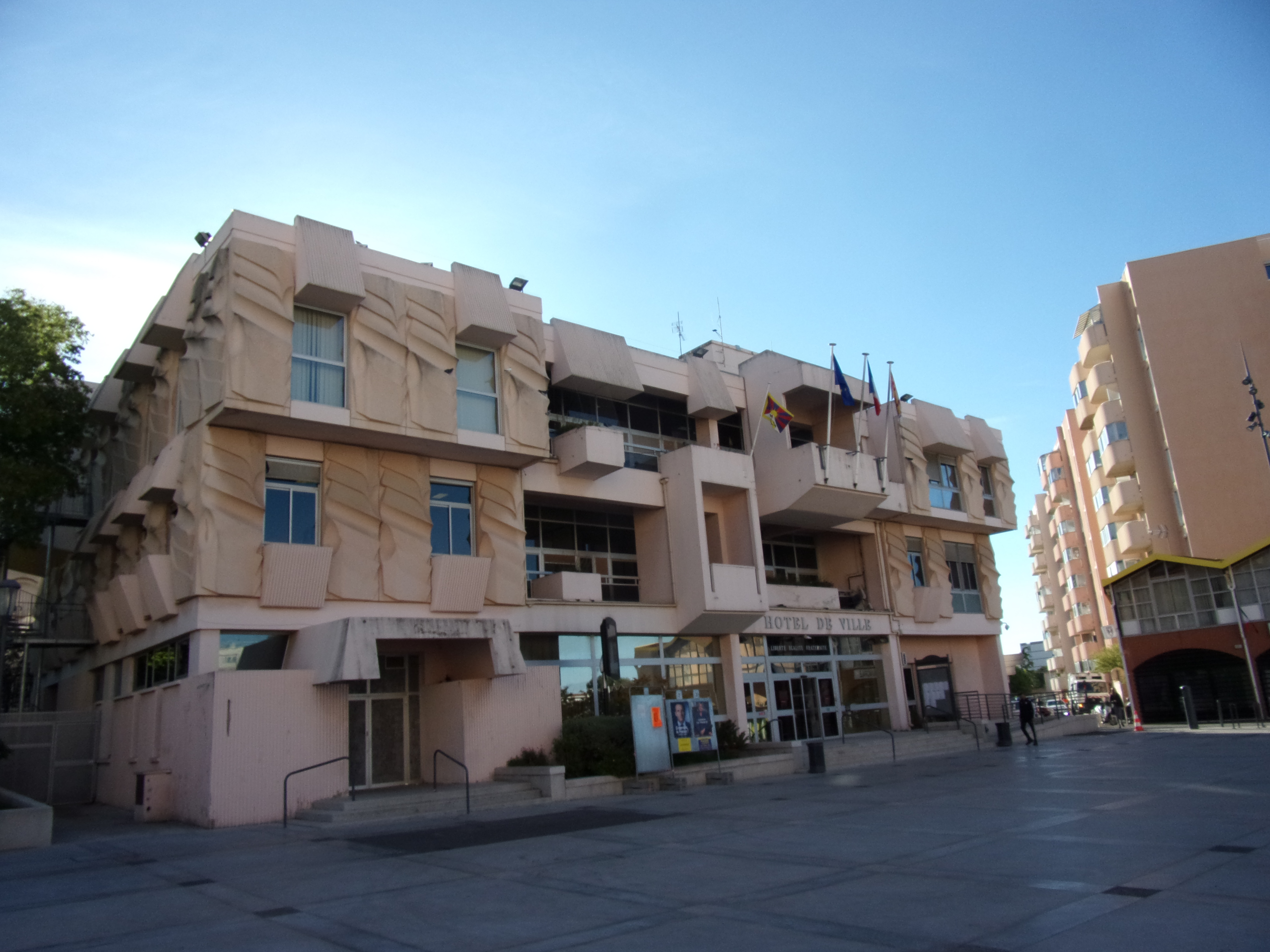
维特罗勒市政厅

维特罗勒的现任市长为洛伊克·加雄先生（Loïc GACHON），他是社会党的一名成员，在2020年的市政选举中获得了50.71%的支持率。
| 维特罗勒历届市长 | 维特罗勒历届市长                      | 维特罗勒历届市长            |
| 任期             | 市长                                  | 党派                        |
| ---------------- | ------------------------------------- | --------------------------- |
| 1944年－1954年   | Henri LOUBET 亨利·卢贝                | SFIO工人国际法国支部        |
| 1954年－1966年   | Victor MARTIN 维克多·马丁             | SFIO工人国际法国支部        |
| 1966年－1977年   | Henri BREMOND 亨利·布勒蒙             | 無黨籍                      |
| 1977年－1983年   | Pierre SCELLES 皮埃尔·塞勒            | PCF法国共产党               |
| 1983年－1997年   | Jean-Jacques ANGLADE 让-雅克·昂格拉德 | PS社会党                    |
| 1997年－2002年   | Catherine MÉGRET 卡特里娜·梅格雷      | FN国民联盟 →MNR共和民族运动 |
| 2002年－2009年   | Guy OBINO 居伊·奥比诺                 | PS社会党                    |
| 2009年－         | Loïc GACHON 洛伊克·加雄               | PS社会党                    |

### 各级选举
| 维特罗勒历届投票选举结果 | 维特罗勒历届投票选举结果       | 维特罗勒历届投票选举结果 | 维特罗勒历届投票选举结果  | 维特罗勒历届投票选举结果      | 维特罗勒历届投票选举结果 | 维特罗勒历届投票选举结果      | 维特罗勒历届投票选举结果      | 维特罗勒历届投票选举结果 | 维特罗勒历届投票选举结果 |
| 选举项目                 | 选举范围                       | 选区单位                 | 选区单位内的选举结果      | 选区单位内的选举结果          | 选区单位内的选举结果     | 选区单位内的选举结果          | 选区单位内的选举结果          | 选区单位内的选举结果     | 参考资料                 |
| 选举项目                 | 选举范围                       | 选区单位                 | 第一轮胜出者              | 第一轮胜出者                  | 支持率                   | 第二轮胜出者                  | 第二轮胜出者                  | 支持率                   | 参考资料                 |
| ------------------------ | ------------------------------ | ------------------------ | ------------------------- | ----------------------------- | ------------------------ | ----------------------------- | ----------------------------- | ------------------------ | ------------------------ |
| 2017年法國總統選舉       | 法國                           | 市镇                     |                           | 玛丽娜·勒庞                   | 33.79%                   |                               | 埃马纽埃尔·马克龙             | 51.15%                   | [ 26 ]                   |
| 2017年法国立法选举       | 罗讷河口省第十二选区           | 市镇                     |                           | 卡米耶·巴尔                   | 27.28%                   |                               | 卡米耶·巴尔                   | 50.74%                   | [ 26 ]                   |
| 2019年欧洲议会选举       | 法國                           | 市镇                     |                           | 若尔丹·巴尔代拉               | 36.6%                    | （不适用）                    | （不适用）                    | （不适用）               | [ 28 ]                   |
| 2021年法国省级选举       |                                | 县                       |                           | 里夏尔·马利埃 阿马波拉·旺特龙 | 35.44%                   |                               | 里夏尔·马利埃 阿马波拉·旺特龙 | 63.64%                   | [ 29 ]                   |
| 2021年法国省级选举       | 市镇                           |                          | 卡尔芒·阿维拉 洛伊克·加雄 | 45.23%                        |                          | 里夏尔·马利埃 阿马波拉·旺特龙 | 55.22%                        |                          | [ 29 ]                   |
| 2021年法国大区选举       | 普罗旺斯-阿尔卑斯-蔚蓝海岸大区 | 市镇                     |                           | 蒂埃里·马里亚尼               | 38.73%                   |                               | 雷诺·米斯利耶                 | 53.77%                   | [ 30 ]                   |
| 2022年法国总统选举       | 法國                           | 市镇                     |                           | 玛丽娜·勒庞                   | 31.24%                   |                               | 玛丽娜·勒庞                   | 53.04%                   | [ 26 ]                   |
| 2022年法国立法选举       | 罗讷河口省第十二选区           | 市镇                     |                           | 弗朗克·阿利西奥               | 34.55%                   |                               | 弗朗克·阿利西奥               | 50.94%                   | [ 26 ]                   |
| 2024年欧洲议会选举       | 法國                           | 市镇                     |                           | 若尔丹·巴尔代拉               | 43.84%                   | （不适用）                    | （不适用）                    | （不适用）               | [ 26 ]                   |

## 人口
2021年，维特罗勒市镇人口数量为35,532，在法国排名第225位。其中男性16,175人，女性18,243人，75岁及以上人口占6.5%，出生于法国以外的居民人口数量为3,312人，人口密度为971人/平方公里，当地居民被称为（男性）或（女性）。2022年，维特罗勒境内出生465人，死亡人口310人。
| 维特罗勒1901年－2021年人口变化情况 |
|                                    |
| 数据来源：Cassini、INSEE           |

## 经济

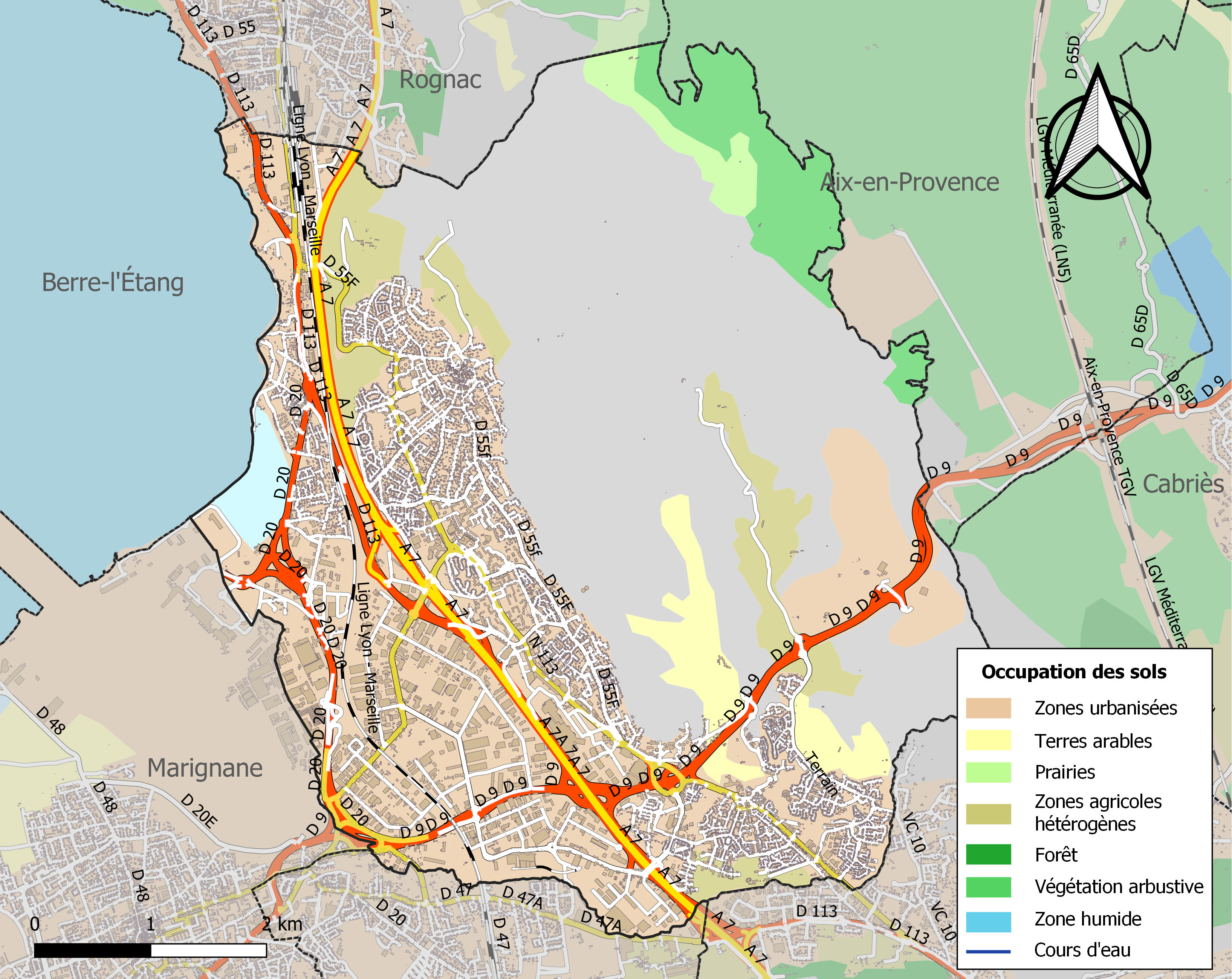
维特罗勒土地利用情况地图

维特罗勒是一个区域性的中心城市，是艾克斯-马赛都会区的重要组成部分。截至2024年2月，维特罗勒市镇范围内共有各类用人单位（包含自雇）6,343家，平均历史为14年，其中96.59%为中小型企业（PME），2023年12月至2024年2月间，当地的经济活力指数为0.22%。（制油）、（汽车销售）及（汽车销售）是当地2021年营业额最高的三个企业，分别为134,043,335欧元、129,985,227欧元和104,104,637欧元。

## 财政与居民收入
2021年，维特罗勒的财政收入总额为73,497,800欧元，财政支出总额为69,529,600欧元，当年的债务总额为33,352,400欧元。2021年，维特罗勒市镇通过增值税获得2,738,580欧元的收入，此外当地还共获得了8,306,290欧元的国家直接财政补助。
| 维特罗勒居民收入情况                             | 维特罗勒居民收入情况 | 维特罗勒居民收入情况  | 维特罗勒居民收入情况 |
| 内容                                             | 维特罗勒             | 法国                  | 统计年份             |
| ------------------------------------------------ | -------------------- | --------------------- | -------------------- |
| 征税家庭总数                                     | 14,988               | 1,081（法国市镇平均） | 2022年               |
| 居民平均月收入                                   | 2,279欧元            | 2,435欧元             | 2022年               |
| 高级职员人均月收入                               | 3,526欧元            | 4,331欧元             | 2021年               |
| 中级职员人均月收入                               | 2,446欧元            | 2,470欧元             | 2021年               |
| 普通职员人均月收入                               | 1,813欧元            | 1,801欧元             | 2021年               |
| 贫困率                                           | 17%                  | 14.5%                 | 2020年               |
| 青壮年（15至64岁）失业率                         | 14.5%                | 7.4%                  | 2020年               |
| 征税家庭数量占比                                 | 42.7%                | 45.5%                 | 2020年               |
| 家庭年均纳税                                     | 3,144欧元            | 4,393欧元             | 2022年               |
| 资料来源：INSEE、L'Internaute、Le Journal du Net |                      |                       |                      |

## 社会事务

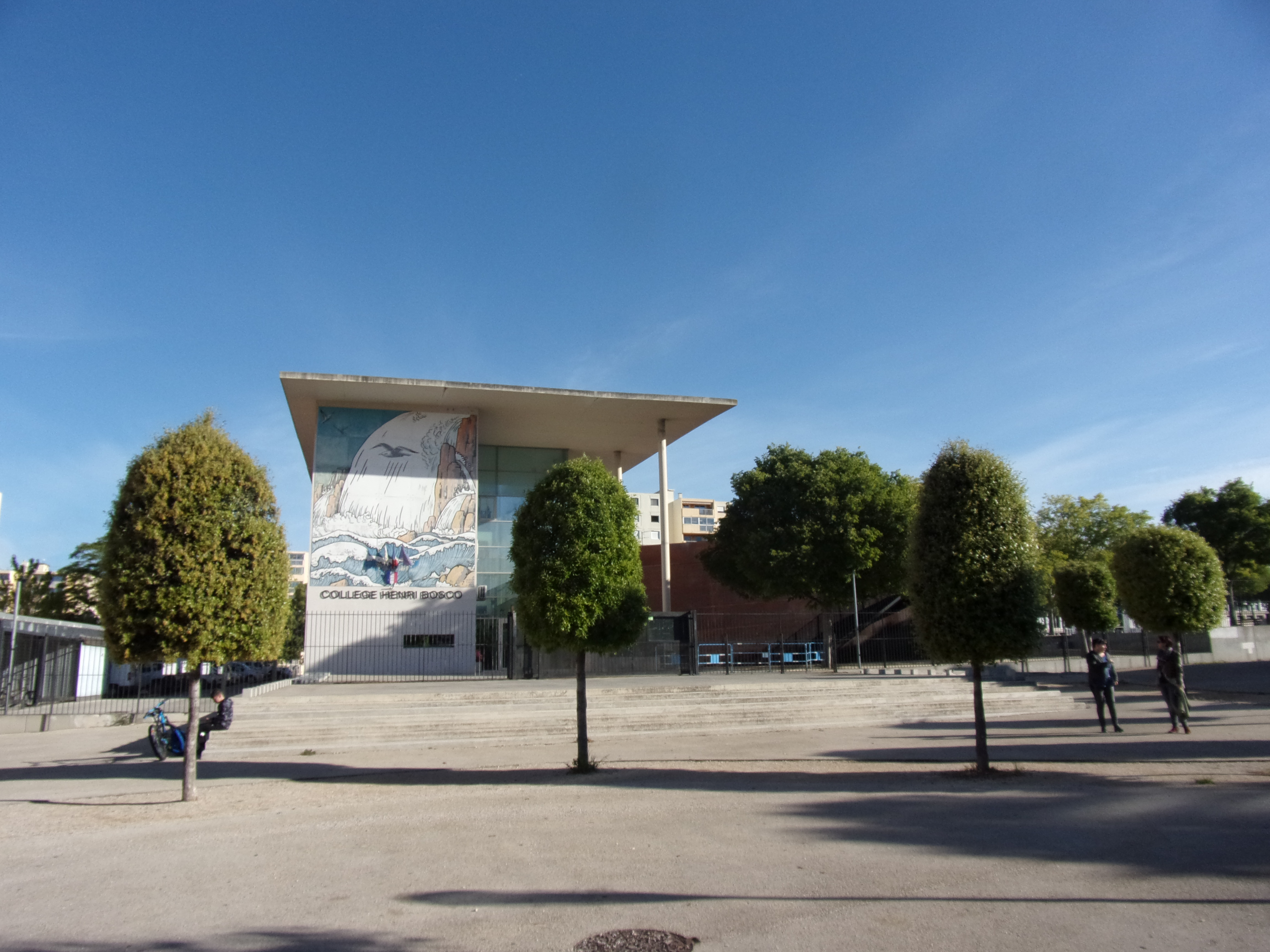
亨利·博斯科初级中学

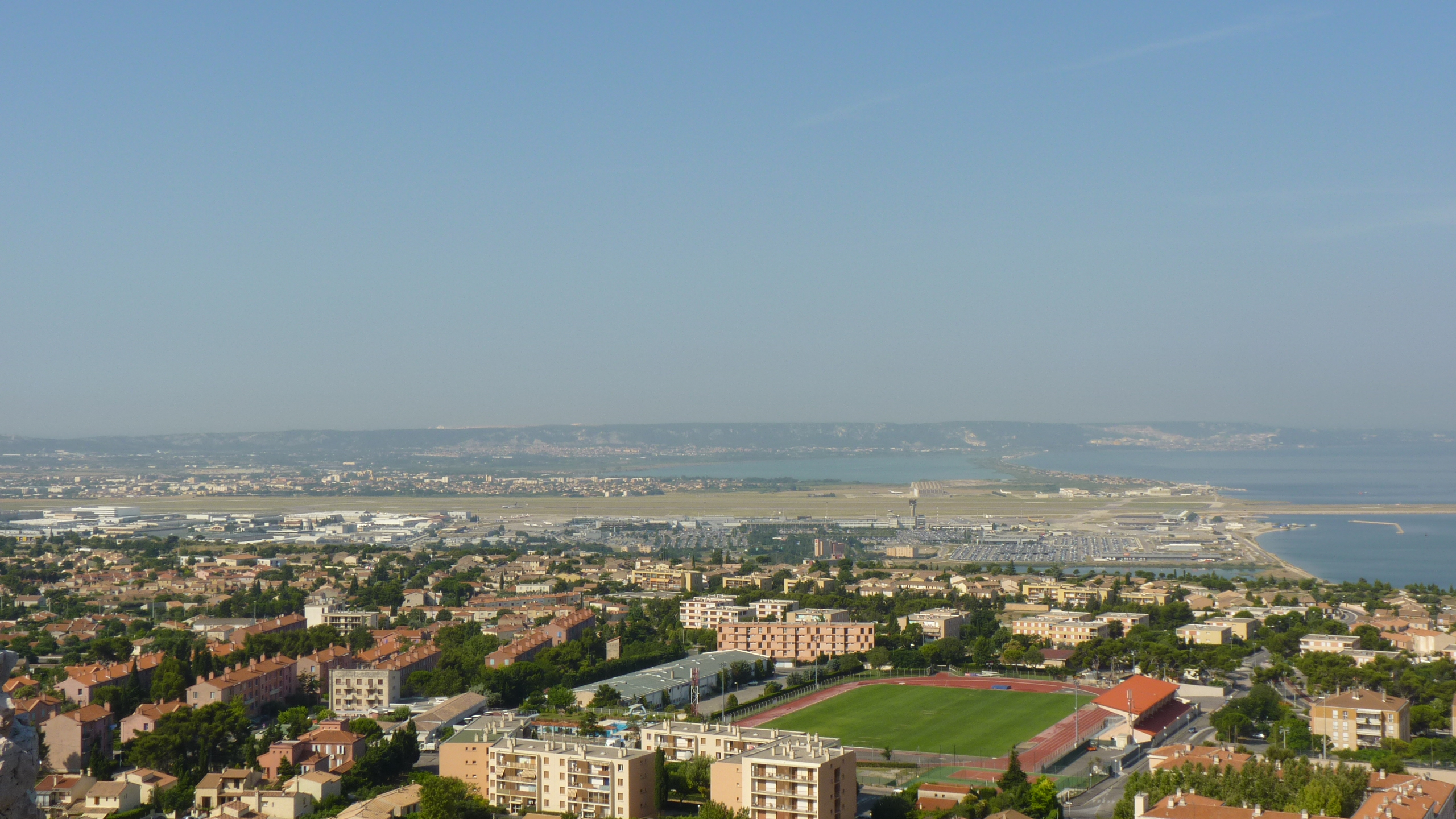
远眺维特罗勒

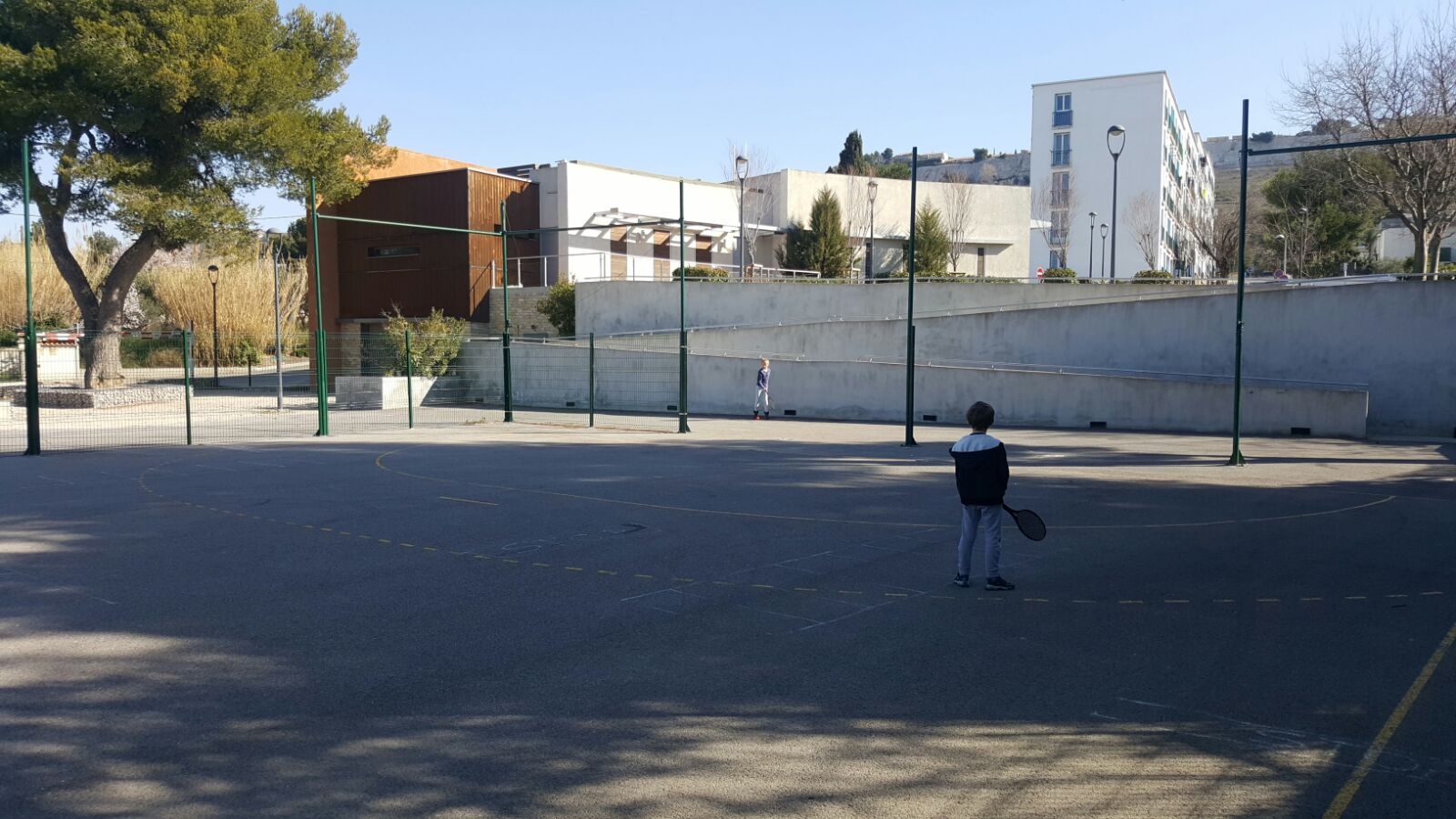
一处社区运动场

### 教育
维特罗勒属于艾克斯-马赛学区。截至2021年1月1日，维特罗勒境内共有16所幼儿园、15所小学、4所初级中学和3所普通高中。2021至2022学年度，维特罗勒境内共有在校中等教育阶段学生5,190名。

### 医疗
截至2021年1月1日，维特罗勒境内共有全科医生43名、保健师35名、牙医25名、护士62名、耳科医生5名、眼科医生4名、皮肤科医生2名、助产士1名、儿科医生2名和妇科医生4名。境内共有药房13家、养老院2家、残疾人帮扶中心1家。
距离维特罗勒最近的区域性医疗机构为马赛公共医疗集团下属的“马赛北医院”，其主病区位于马赛市区北部，距离维特罗勒市区的正常车程约20分钟，该院设有床位694个。

### 住房
2020年，维特罗勒境内共有各类住房14,981套，其中43.1%为独立式住宅，55.8%为集中式住宅。常住房屋占维特罗勒市镇范围内居民建筑总量的91.6%。
在住房保障政策方面，2022年，维特罗勒境内共有3,189户家庭获得了住房经济补助，受益人数占总人口数量的10.0%，其中3,104份为房租补助。

### 商业
2021年，维特罗勒境内共有各类实体商铺958家，其中餐厅162家、大型超市12家、杂货店17家、面包房19家、肉铺6家、书店4家、装饰品店4家、银行门店11家、美容美发店61家、汽车维修店83家。维特罗勒镇中心建有一家Intermarché和Lidl超市，市区南部的Grand Vitrolles商业中心则集中有家乐福、E.Leclerc、Castorama、Boulanger、Action、宜家等商场。

### 体育
2021年，维特罗勒境内共有3家游泳池、6间体育馆、3座综合体育场、15处网球场、2处马术场、4处足球或橄榄球场以及6处篮球或排球场。
截至2024年2月，维特罗勒境内共有三家注册足球俱乐部。维特罗勒希望体育（编号552240）是当地的代表性足球队，成立于1988年，其主队2023至2024赛季参加普罗旺斯足球联赛丙组（法国第十一级别），此外该俱乐部还有多个不同年龄段的队伍，其主场为朱尔·拉杜梅格球场。

### 环境
维特罗勒的环境事务由其所属的艾克斯-马赛普罗旺斯都会区联合各级政府协调负责。2021年，维特罗勒境内共有2家污染企业。

### 治安
2021年，维特罗勒市镇范围内共有1处派出所。
维特罗勒警区（zone police de Vitrolles）的管辖范围共包括6个市镇。2020年，该警区累计记录各类案件7,273起，其中盗窃类案件4,107起，经济类案件1,103起，毒品交易类案件296起。

## 文化

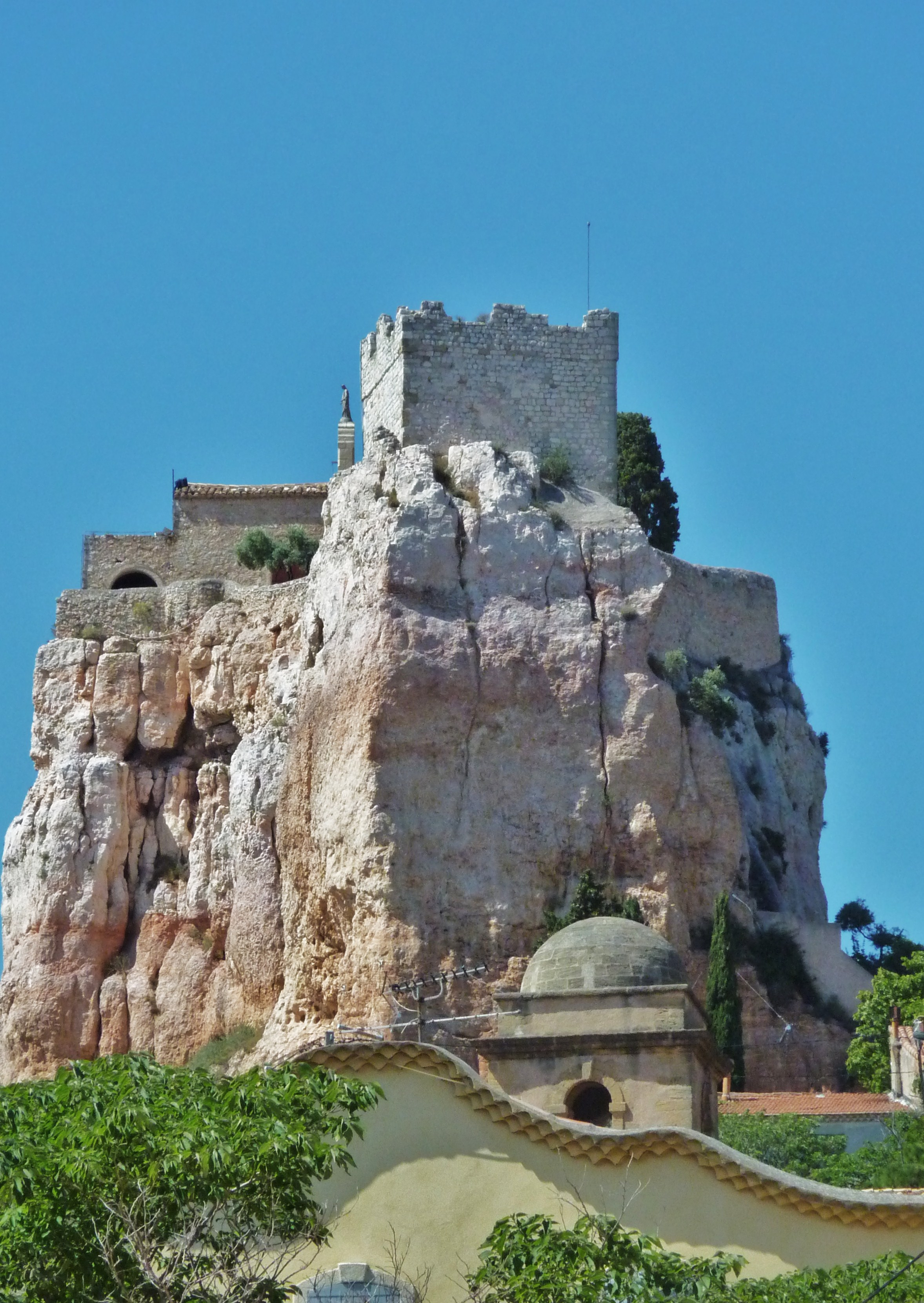
萨拉西讷塔楼

2021年，维特罗勒境内有2家电影院。维特罗勒境内建有Passerelle和Brassens两处多媒体中心（Médiathèque），均为每周二至六向公众开放。

### 建筑
维特罗勒境内的萨拉西讷塔遗址为法国国家文物保护单位，除此之外当地大部分建筑物建于20世纪中期以后。

### 旅游
维特罗勒的旅游事务由其所属的艾克斯-马赛普罗旺斯都会区联合各级政府协调负责。2023年，维特罗勒境内共有11家酒店共计850间房间；另有1个露营地，可容纳共429辆露营车。

### 媒体
法国主要的媒体均可在维特罗勒接收，法国电视三台下属的普罗旺斯-阿尔卑斯-蓝色海岸大区频道在部分时段播出维特罗勒所在罗讷河口省的地方新闻。Ici普罗旺斯、卡马格广播、《普罗旺斯报》、《马赛人报》等是当地主要的地方性媒体。

## 相关人物
法国阿尔及利亚裔足球运动员法里德·布拉亚出生于维特罗勒。

## 友好城市
截至2024年1月，维特罗勒共与一座城市建立了友好城市关系：
- 德国 默费尔登-瓦尔多夫